# Hrvatske zemlje pod francuskom vlašću
Francuska vlast u Hrvatskoj započela je 1806. godine, a potrajala je do Napoleonova sloma u Rusiji 1813. kada ona nepovratno prestaje. Nakon pobjede nad združenom austro-ruskom vojskom u Bitki kod Austerlitza, Napoleon je mirom u Požunu 26. prosinca 1805. dobio Veneciju, Istru, Dalmaciju i Mletačku Albaniju.
Godine 1806. Francuska je, na temelju tog mira, okupirala do tada austrijsko područje Dalmacije do Neretve. Francuska vojska istovremeno okupira i do tada samostalni Dubrovnik. Francuskom širenju na području južne Dalmacije opire se Rusija koja zauzima Korčulu i Boku. Posebno se teške borbe vode između Francuza i udruženih Rusa i Crnogoraca oko Dubrovnika.
Godine 1807. po odredbama mira u Tilzitu Rusi će napustiti zauzeta područja i prepustiti ih Francuzima. Napoleon 1808. formalno ukida Dubrovačku Republiku. Nakon mira u Schönbrunnu 14. listopada 1809. Francuzi su od zapadnog dijela Koruške, Kranjske, Hrvatske i Vojne krajine jugozapadno od Save, te kraja oko Gorice, Trsta, Istre i Dalmacije, utemeljili Ilirske pokrajine, izravno podređene Francuskoj. Nakon Napoleonovog poraza 1813. godine u Bitki kod Leipziga, Habsburgovci preuzimaju vlast nad Ilirskim pokrajinama.

## Francuska uprava u Dalmaciji
Nakon Požunskog mira, Napoleon je poslao generala Molitora da zauzme Dalmaciju. Francuzi su u veljači 1806. zaposjeli sjevernu Dalmaciju do Neretve. Boka kotorska, koju su Francuzi također dobili Požunskim mirom, nalazila se u rukama Rusa i njihovih saveznika Crnogoraca. Iz Boke su Rusi zauzeli otok Korčulu, a nastojali su pridobiti i Dubrovačku Republiku.

### Ukidanje Dubrovačke Republike
Požunskim mirom svu Dalmaciju i Boku kotorsku dobivaju Francuzi, a jedino je teritorij Dubrovačke Republike prekidao kopnenu vezu među njima. Pojavom Napoleona s jedne, a slabošću Turske s druge strane, Dubrovačka Republika više nije bila sigurna u ustaljenom sustavu zaštite.  U opasnosti od ruskog zauzeća grad se 27. svibnja 1806. bez otpora predao francuskim postrojbama. Naime, francuski odred od oko tisuću i dvjesto vojnika pod zapovjedništvom generala Lauristona, obmanom je ušao u grad. Od ulaska francuske vojske u Dubrovnik počele su ratne operacije između združenih ruskih vojnih i crnogorski paravojnih snaga, pomognutih i pravoslavnim stanovništvom u zaleđu Republike, u Turskoj. Početkom mjeseca listopada 1806. uz pomoć generala Marmonta neprijateljska je vojska istjerana s teritorija Dubrovačke Republike. Francuzi su preuzeli civilnu vlast u gradu. Goleme francuske kontribucije i nameti za izdržavanje brojnih trupa potpuno su iscrpili Republiku. Dubrovačko brodovlje bilo je uništeno ili uzapćeno u sredozemnim lukama, a trgovina sa zaleđem prekinuta. 
Dana 31. siječnja 1808. Marmont je, mimo znanja Napoleona (dakako, uz njegovo naknadno odobrenje), naredbom raspustio Senat i ukinuo dubrovačku nezavisnost. Nakon ukinuća Republike 1808. Dubrovačko je područje s Bokom kotorskom podvrgnuto Napoleonovu Talijanskom Kraljevstvu, a od 1810. do 1814. uključeno je u sastav francuskih Ilirskih pokrajina.

### Ustrojstvo vlasti i teritorijalno-administrativna podjela Dalmacije pod francuskom upravom
Nakon zaposjedanja Dalmacije, ubrzo je uspostavljena francuska vlast na čelu s generalnim providurom Vickom Dandolom kao civilnim upraviteljem (imenovan 28. travnja 1806.) te generalom Augustom Marmontom kao vojnim zapovjednikom pokrajine (Napoleon ga je imenovao 12. lipnja 1806.). Dalmacija je administrativno bila priključena Kraljevini Italiji, s glavnim centrom u Milanu. Tako je ostalo sve do 14. listopada 1809., kada je mirom u Schönbrunnu stvorena nova državna tvorevina pod imenom Ilirske pokrajine.
Središte cjelokupne uprave, s talijanskim kao službenim jezikom, bila je zemaljska vlada sa sjedištem u Zadru, zvana providurija (la proveditura generale), kojoj je na čelu bio providur (proveditore generale), Vicko Dandolo. Dalmatinske interese zagovarao je (dakako tek formalno), neka vrsta dalmatinskog ministra bez lisnice,  imenovani rezident u Milanu kod ondašnje središnje vlade Kraljevine Italije. Dulji niz godina tu dužnost obnašao je Ivan Stratico. Providurija se dijelila na šest odsjeka (divisioni), kojima su na čelu bili predstojnici, i to odsjek za pravosuđe, unutarnju upravu, financije, vojne poslove, nastavu i računovodstvo. Pored ovih imenovana su još i dva nadzornika, policijski i vojni. Svim je bio neposredni šef glavni tajnik (segretario generale) desna ruka providura. Kao savjetodavno tijelo uz providuru postojalo je glavno dalmatinsko vijeće (consiglio generale della Dalmazia) sastavljeno od 48 članova, koje je vlada sama birala, i to iz svakoga kotara po jednoga ili više njih, već prema broju stanovnika. Prve članove imenovala je vlada sama, a poslije bi svake godine, nakon što bi 12 njih istupalo, vijeće predložilo vladi popis između kojih bi onda vlada birala članove. Vijeću je predsjedavao providur, a raspravljalo je o zemaljskim i narodnim potrebama. Zaključci su stekli valjanost tek nakon providurove formalne potvrde.
Sudstvo je bilo odvojeno od uprave, postojala su 22 lokalna ili pomirbena suda (iudici locali o di pace), i to u prvom redu po svim sjedištima pojedinih okružja i kotara, a onda još i po nekim važnijim mjestima. U Zadru i Splitu, a kasnije i u Dubrovniku, postojali su sudbeni stolovi (tribunali), kao prizivni za lokalne i kao prvostupanjski u svim građanskim i kaznenim parnicama. Nadalje osnovano je u Zadru prizivno sudište (corte d' appello) za sudbene stolove, dok je kao vrhovno prizivno i ukidno određeno ono u Milanu (tribunale di cassazione). Prvotna namjera je bila potpuno uvesti francuske zakone (Code Napoleon i druge), no ubrzo se pokazalo, da bi to bilo upravo neprovedivo zbog narodnih shvaćanja i običaja, naročito u vlasničkim, nasljednim i ženidbenim poslovima. Stoga su pored francuskih, važili još i austrijski, odnosno mletački zakoni s uputom da se prilagode, gdje god je to bilo nužno, francuskima. Uvedena je jednakost sviju pred zakonom.
Dalmacija je teritorijalno podijeljena na okružja kao najveća teritorijalna tijela unutar kojih se nalazilo nekoliko kotara; unutar kotara su općine, a unutar općina sela. Prema takvoj podjeli Dalmacija je podijeljena na četiri okružja (distretti): zadarsko, šibensko, splitsko i makarsko. Prvo okružje se dijelilo na šest (Zadar, Krk, Cres, Lošinj, Rab i Pag), drugo na tri (Šibenik, Skradin i Knin), treće na pet (Split, Trogir, Sinj, Nerežišća na Braču i Hvar) i četvrto na tri kotara (Makarska, Imotski i Korčula). Na čelnom mjestu okružja, u njegovu glavnom sjedištu, namješten je povjerenik (Delegato), a na čelu svakog kotara namješten je jedan podpovjerenik (Vice-delegato). Najniže teritorijalno-administrativno tijelo je općina, gdje se postavlja načelnik općine, a na čelu seoskih općina je seoski poglavar, tzv. kapetan starješina (Capitani-anziani). Kad je 1807. mirom u Tilzitu Francuskoj predana Boka kotorska, a godinu dana kasnije konačno ukinuta Dubrovačka Republika, dobile su one posebnoga glavnoga providura, Dominika Garagnina, kojemu su bila podređena četiri okružja, odnosno delegata (Cavtat, Ston, Lopud i Kotor) i dva kotara, odnosno vicedelegata (Herceg-Novi i Budva).
S novim teritorijalno-upravnim sustavom učinjeno je temeljno preuređenje do tada postojećeg višestoljetnog mletačkog sustava u Dalmaciji. Zadržani su i neki oblici upravnog tijela iz mletačkog razdoblja, npr. funkcija generalnog providura i u vojnome pogledu preustrojena institucija teritorijalnih snaga. Za vrijeme trajanja francuske vladavine u Dalmaciji nije puno toga učinjeno za njen gospodarski prosperitet.

### Prilike u Dalmaciji
Prvo obilježje kulturnoga preporoda Dalmacije pod francuskom upravom bilo je pokretanje dvojezičnog službenog lista, tjednika Il Regio Dalmata – Kraglski Dalmatin, prve novine na hrvatskom jeziku, od kojih je prvi broj izišao 12. srpnja 1806.
Naročita pažnja bila je posvećena obrazovanju, jer do Dandolova dolaska u Dalmaciji nije bilo gotovo nikakvih škola. Nakon duljeg proučavanja samih dalmatinskih prilika, 5. svibnja 1807. objavljena je „Osnova općena općenoga nauka u Dalmaciji”, u kojoj se naređivalo da će biti podignut licej sveučilišnog karaktera u Zadru, sedam gimnazija, osnovne škole u svim važnijim mjestima za dječake i djevočice, obrtne škole te dvije naučne akademije. Većina je ovih škola ubrzo i započela s radom.
Nastojalo se cestovno povezati unutrašnjost pokrajine i sagraditi cestovne veze sa sjevernom Hrvatskom, a dijelom i s Bosnom i Hercegovinom. Izgradnja cesta vjerojatno je uslijedila iz vojno-strateških interesa (s obzirom na pomorsku blokadu Jadrana od strane Engleske i Rusije), ali su se one isto tako koristile i u gospodarske svrhe pokrajine.
Kruna svega bilo je to što je Danadolo ukinuo mnogobrojne dalmatinske privilegije pojedinih općina i korporacija, pa je tako od srednjovjekovne Dalmacije stvorio modernu. Uza sve to ipak su Dalmatinci, a naročito puk i niže svećenstvo s franjevcima na čelu, žestoko mrzili Francuze i njihovu upravu, gledajući u njima „bezvjerce i jakobince”, a kad su ukinuti srednjovjekovni privilegiji, oni se, a poglavito Poljičani, nahuškani i poduprti Rusima u lipnju 1807. na više mjesta i pobune.
U vrijeme francuske uprave nije postignut nikakav poseban razvojni prosperitet Dalmacije, premda je dugoročno bio u planu, što se dade naslutiti iz nekih novinskih članaka Kraljskog Dalmatina. I francuskoj, kao i prethodnoj vlasti bio na prvome mjestu vlastiti interes.

## Ilirske pokrajine
Mirom u Schönbrunu 14. listopada 1809. Austrija je Francuskoj ustupila Istru i Hrvatsku južno od Save. Francuzi su potom od zapadnog dijela Koruške, od Kranjske, Hrvatske i Vojne krajine jugozapadno od Save, te kraja oko Gorice, Trsta, Istre i Dalmacije utemeljili Ilirske pokrajine, izravno podređene Francuskom Carstvu, sa sjedištem u Ljubljani. Za guvernera (upravitelja) postavljen je Auguste Marmont.
Dekretom od 25. prosinca 1809. predao je Napoleon Marmontu neograničenu vlast u Ilirskim pokrajina dopustivši mu da može u svim granama uprave raditi po svom nahođenju, samo se u financijskim i vojnim poslovima morao dogovarati s resornim ministrima. Guvernerova desna ruka u svim poslovima, osim u sudbenim i vojničkim, bio je generalni intendant. Francuzi su zadržali sustav vojne krajine. Dne 6. ožujka 1810. Marmont je zabranio uporabu austrijskoga papirnatoga novca u prometu u Ilirskim pokrajinama, čime je zemlju spasio od bankrota, koji je već naredne godine 1811. stigao u austrijski dio Hrvatske, kao i ostale austrijske zemlje.  Napoleonov privremeni dekret bio je nepotpun pa je trebalo neprestano izdavati nove uredbe tako da je došlo do pravnog partikularizma zbog različitoga povijesnog i gospodarskog razvoja. Tako je Ilirija imala pet sustava uprave s različitom feudalnom podlogom. Upravna struktura bila je neujednačena. Ilirija je pripojena Francuskoj dekretom, a ne ustavom, malo je francuskih zakona uvedeno u Iliriju, agrarna reforma nije provedena. Žitelji Ilirije imali su vlastito državljanstvo i isprave koje nisu bile francuske, vlast je nadzirala promet putnika i roba.
U vanjskoj službi Marmont je odlučio uvesti hrvatski (ilirski) kao službeni jezik, a francuski je bio tek unutarnji, naročito u komunikaciji sa središnjom vladom. Uvođenjem hrvatskog jezika kao službenog pokazalo se potrebnim što prije organizirati školstvo u čitavim Ilirskim pokrajina, što je sve bilo potpuno plod Marmontove inicijative. Naredbu o ilirskom školstvu izdao je 4. srpnja 1810., te se u glavnom podudara s onom Vicka Dandola iz 1806. Marmont određuje tri vrste škola: temeljne ili pučke, gimnazije i liceje, te središnje škole.
Marmont je na mjestu upravitelja Ilirskih pokrajina bio do 9. travnja 1811. kad je za upravitelja imenovan je general Henri-Gatien Bertrand, koji je svoju dužnost obnašao do ožujka 1813. kada je imenovan Jean-Andoche Junot. Zadnji guverner je bio Joseph Fouché, imenovan u srpnju 1813.
Napoleonovim dekretom od 15. travnja 1811. (Decret sur l'organisation de l'Ilirie) Ilirske pokrajine bile su podijeljena na šest civilnih i jednu vojnu provinciju: Koruška (sjedište Lienz), Istra (sjedište Trst), Kranjska (sjedište Ljubljana), civilna Hrvatska (sjedište Karlovac), vojna Hrvatska (sjedište Senj), Dubrovnik (sjedište Dubrovnik) i Dalmacija (sjedište Zadar).
Civilne provincije dijelile su se na 20 okružja (Districts), i to: Kranjska na tri (Ljubljana, Novo Mesto i Postojna), Koruška na dva (Villach i Lienz), Istra na četiri (Trst, Gorica, Kopar i Rovinj), civilna Hrvatska na tri (Karlovac, Rijeka i Senj), Dalmacija na pet (Zadar, Split, Šibenik, Makarska i Hvar) i Dubrovnik na tri (Dubrovnik, Kotor i Korčula). Okružja su pak sačinjavali kotari (cantons), njih 96, a ovi opet gradske i seoske općine. Od ovih provincija civilnu je Hrvatsku činio sav prostor nekadašnje austrijske Istre s Pazinom, Primorje od Mošćenica do uključivo Senja, te otoci Krk, Rab, Cres i Lošinj pored sve ostale zemlje do Save. Vojna Hrvatska dijelila se na pukovnije: ličku, otočku, ogulinsku, slunjsku i obje banske.
Vladi Ilirskih pokrajina (le gouvernement general des provinces d'Illyrie) sa središtem u Ljubljani stajali su na čelu pored generalnoga guvernera (upravitelja), još i generalni intendant financija i povjerenik za pravosuđe (le commissaire de justice). Guverneru je bila podčinjena sva vojska u Pokrajinama, kao i državno redarstvo (žandarmerija), te cjelokupna uprava. Nadalje mu je povjereno utvrđivanje gradova, gradnja cesta i predlaganje imenovanja viših činovnika, kao i časnika, dok je niže činovnike imenovao on sam. Napoleonovim je dekretom ograničena guvernerova vlast u odnosu na vrijeme dok je tu dužnost obnašao Marmont, jer su se od tada guverneri trebali gotovo u svim poslovima konzultirati sa središnjim francuskim ministrima. Glavne poslove uprave same, a naročito zemaljski proračun, imao je u rukama generalni intendant financija, u dogovoru sa samim guvernerom. Povjerenik za pravosuđe, kojemu je nadređeni bio guverner, bio je zadužen za pravosudne poslove. Ova trojica ta još dva suca prizivnog sudišta u Ljubljani činili su Malo vijeće (petit conseil) Ilirskih pokrajina, kojemu je predsjedavao guverner, a koje je u svojim rukama koncentriralo sve pravosudne i upravne poslove. Nadležnost mu je bila trojaka i u nekim je civilno-sudbenim raspravama bila najviša instancija, dakle kasacijski sud, onda vrhovno upravno sudište i povrh toga još je određivalo smjer unutrašnje politike izdavajući odredbe. Ovo je bila središnja vlada.
U svakoj je provinciji stajao na čelu posebni intendant, u okružjima i kotarima podintendanti (subdelegue), u gradskim općinama načelnici (maire), a u seoskim starješine. Uz svakoga od ovih čelnika nalazilo se vijeće sastavljeno od upravnih činovnika, a u općinama od građana, odnosno seljana. Izuzetak je činila Vojna Hrvatska, u kojoj je ostala netaknuta bivša krajiška uprava, tek joj je na čelo postavljen viši časnik s naslovom vojnog intendanta sa sjedištem u Karlovcu, uz kojeg je postojalo središnje ravnateljstvo (direction centrale) kao vijeće za upravne, a naročito za financijske poslove. Vojni intendant bio je izravno podčinjen guverneru. Uredovalo se francuskim jezikom, no domaće stanovništvo služilo se još i talijanskim, njemačkim i hrvatskim.
Kad su ustrojene Ilirske pokrajine, Napoleon je zabranio tranzitnu trgovinu Austrije preko tršćanske luke, udario teške poreze zbog rata, a Marmont je udario opći zemljišni porez. Njegov nasljednik Bertrand (1812.) s generalnim intendantom Chabrolom ukinuo je municipalizam i uveo nov način imenovanja gradonačelnika (maire). Francuska vlast uvela je jednakost sviju pred zakonom, obvezatni građanski brak, ali i teške poreze, novačenja, no Marmont i njegov nasljednik Bertrand nisu ukinuli feudalizam. Prvobitna Marmontova namjera bila je da ustroji novu naciju u Ilirskim pokrajinama, ali je ubrzo opazio da taj teritorij nije jezično jedinstven.

## Kraj francuske vlasti
Nakon Napoleonovog poraza 1813. godine u Bitki kod Leipziga, Habsburgovci su preuzeli vlast nad Ilirskim pokrajinama. Preuzimanje vlasti izvršio je vrlo lako u jesen 1813. general Franjo Xaver Tomašić, jer mu je sav narod pod vodstvom klera, a naročito franjevaca, dolazio u susret kao svome osloboditelju. Jedino je Zadar dulje vrijeme zaposjedan. Poslije predaje Zadra (6. prosinca), general Todor Milutinović krenuo je zauzeti Dubrovnik (27. siječnja 1814.) i Boku, što je i izvršio do lipnja 1814. Dalmacija od Zrmanje do Budve bila je opet izravno podređena Beču, kao i u razdoblju austrijske uprave od 1797. – 1805., dok je Vojna Hrvatska opet nastavila kao Vojna krajina. To je potvrdio i Bečki kongres 1815. godine.
Međutim Beč nije htio s preostalom Hrvatskom sjediniti Napoleonovu civilnu Hrvatsku, nego ju je zajedno s Kranjskom podvrgnuo njemačkoj upravi u Ljubljani. Od ovih zemalja bečki je dvor ustrojio 3. kolovoza 1816. Kraljevinu Iliriju. Tek nakon dugog i opetovanog traženja vratio je kralj 1822. godine Hrvatskoj onaj dio njezine zemlje koji je ušlao u sastav Kraljevine Ilirije, dok je sam kralj zadržao naslov kralj Ilirije, ali istarski dio Civilne Hrvatske i kvarnerski otoci nisu pripali Hrvatskoj.